# Genom eld och vatten (sång)
För andra betydelser, se Genom eld och vatten.
Genom eld och vatten, skriven av Stina Jadelius och Mårten Eriksson, är en etnopoplåt som den svenska  etnopopgruppen Sarek deltog med i den svenska Melodifestivalen 2003, där den kom på sjätte plats. Denna sång gick den 30 mars in på Svensktoppen , där den först var fyra och som bäst låg tvåa den 6 april 2003. Den 12 oktober 2003 var låten utslagen.

## Singeln
2003 lanserade Sarek även singeln Genom eld och vatten, med låtarna Genom eld och vatten och Som om inget annat fanns. Den låg som högst på tredje plats på den svenska singellistan.

### Listplaceringar
| Lista (2003) | Topplacering |
| ------------ | ------------ |
| Sverige      | 3            |